# Frederick Lee
Frederick Lee, baron Lee of Newton (ur. 3 sierpnia 1906, zm. 4 lutego 1984), brytyjski polityk, członek Partii Pracy, minister w rządach Harolda Wilsona.
Był synem Josepha Williama Lee i jego żony Margaret. Wykształcenie odebrał w Langworthy Road School of Engineering. Był przewodniczącym komitetu pracowników Metro-Vickers Ltd oraz Narodowego Komitetu Amalgamated Engineering Union. Zasiadał również w radzie miasta Salford.
W 1945 r. został wybrany do Izby Gmin jako reprezentant okręgu Manchester Hulme. Od 1950 r. reprezentował okręg wyborczy Newton. W 1948 r. został prywatnym sekretarzem Kanclerza Skarbu. W latach 1950–1951 był parlamentarnym sekretarzem w Ministerstwie Pracy i Służby Narodowej. W 1964 r. został członkiem gabinetu jako minister mocy. W 1966 r. był ostatnim ministrem kolonii. Następnie objął stanowisko podsekretarza stanu w Ministerstwie ds. Wspólnoty Narodów. W 1967 r. został Kanclerzem Księstwa Lancaster i był nim do 1969 r.
Od 1964 r. był członkiem Tajnej Rady. W Izbie Gmin zasiadał do 1974 r. Następnie został kreowany parem dożywotnim jako baron Lee of Newton i zasiadł w Izbie Lordów. Zmarł w 1984 r.